# Erysiphe
Genre
Erysiphe est un genre de champignons ascomycètes de la famille des Erysiphaceae, originaire d'Europe.
Ce champignon est l'un des agents pathogènes responsables de l'oïdium du chêne.

## Liste d'espèces
Selon Catalogue of Life (22 septembre 2014) :
- Erysiphe abbreviata
- Erysiphe abeliae
- Erysiphe abeliicola
- Erysiphe abelmoschicola
- Erysiphe acaenae
- Erysiphe acalyphae
- Erysiphe acerina
- Erysiphe aceriphylli
- Erysiphe actinidiae
- Erysiphe actinostemmatis
- Erysiphe adunca
- Erysiphe afrormosiae
- Erysiphe akebiae
- Erysiphe alangii
- Erysiphe alangiicola
- Erysiphe alashanensis
- Erysiphe alchorneae
- Erysiphe aleuritis
- Erysiphe allophyli
- Erysiphe alphitoides
- Erysiphe altingiae
- Erysiphe alvimii
- Erysiphe amanoi
- Erysiphe amphicarpaeae
- Erysiphe angusiana
- Erysiphe aphananthes
- Erysiphe aquilegiae
- Erysiphe arcuata
- Erysiphe aristolochiae
- Erysiphe asclepiadis
- Erysiphe asiatica
- Erysiphe aspera
- Erysiphe astragali
- Erysiphe atraphaxis
- Erysiphe aurea
- Erysiphe australiana
- Erysiphe australis
- Erysiphe azaleae
- Erysiphe azanzae
- Erysiphe baeumleri
- Erysiphe balbisiae
- Erysiphe baptisiae
- Erysiphe baptisiicola
- Erysiphe begoniae
- Erysiphe begoniicola
- Erysiphe benzoin
- Erysiphe berberidicola
- Erysiphe berberidis
- Erysiphe berchemiae
- Erysiphe betae
- Erysiphe betulina
- Erysiphe bifurcata
- Erysiphe bischofiae
- Erysiphe blasti
- Erysiphe brachystegiae
- Erysiphe braunii
- Erysiphe bremeri
- Erysiphe buckleyae
- Erysiphe buhrii
- Erysiphe bulbosa
- Erysiphe bulbouncinula
- Erysiphe bunkiniana
- Erysiphe calocladophora
- Erysiphe caprifoliacearum
- Erysiphe caricae
- Erysiphe carpini-cordatae
- Erysiphe carpini-laxiflorae
- Erysiphe carpinicola
- Erysiphe carpophila
- Erysiphe caryae
- Erysiphe castaneae
- Erysiphe castaneigena
- Erysiphe catalpae
- Erysiphe caucasica
- Erysiphe caulicola
- Erysiphe cedrelae
- Erysiphe ceibae
- Erysiphe celastri
- Erysiphe celosiae
- Erysiphe celtidis
- Erysiphe cercidis
- Erysiphe chifengensis
- Erysiphe chionanthi
- Erysiphe chloranthi
- Erysiphe chouardii
- Erysiphe cinnamomicola
- Erysiphe circaeae
- Erysiphe cladrastidis
- Erysiphe clandestina
- Erysiphe clavulata
- Erysiphe cleomes
- Erysiphe clethrae
- Erysiphe clintonii
- Erysiphe clintoniopsis
- Erysiphe coluteae
- Erysiphe combreticola
- Erysiphe convolvuli
- Erysiphe coriariae
- Erysiphe coriariicola
- Erysiphe coriariigena
- Erysiphe corylacearum
- Erysiphe corylicola
- Erysiphe corylopsidis
- Erysiphe cotini
- Erysiphe couchii
- Erysiphe crataegi
- Erysiphe crispula
- Erysiphe crotonis
- Erysiphe cruciferarum
- Erysiphe cyclobalanopsidis
- Erysiphe dabashanensis
- Erysiphe decaisneae
- Erysiphe delavayi
- Erysiphe densa
- Erysiphe desmanthi
- Erysiphe desmodii
- Erysiphe deutziae
- Erysiphe diervillae
- Erysiphe diffusa
- Erysiphe digitata
- Erysiphe dipeltae
- Erysiphe discariae
- Erysiphe doidgeae
- Erysiphe ehretiae
- Erysiphe elevata
- Erysiphe ellisii
- Erysiphe elsholtziae
- Erysiphe embeliae
- Erysiphe epigena
- Erysiphe epimedii
- Erysiphe erineophila
- Erysiphe erlangshanensis
- Erysiphe euodiae
- Erysiphe euonymi
- Erysiphe euonymi-japonici
- Erysiphe euonymicola
- Erysiphe euphorbiacearum
- Erysiphe euphorbiae
- Erysiphe euphorbiicola
- Erysiphe euscaphidis
- Erysiphe exochordae
- Erysiphe extensa
- Erysiphe fagacearum
- Erysiphe farmanii
- Erysiphe fernandoae
- Erysiphe ficicola
- Erysiphe fimbriata
- Erysiphe firmianae
- Erysiphe flacourtiae
- Erysiphe flexuosa
- Erysiphe floccosa
- Erysiphe fragilis
- Erysiphe fraxinicola
- Erysiphe friesii
- Erysiphe galegae
- Erysiphe garhwalensis
- Erysiphe garugae
- Erysiphe geniculata
- Erysiphe geraniacearum
- Erysiphe golovinii
- Erysiphe gracilis
- Erysiphe guarinonii
- Erysiphe hedwigii
- Erysiphe hedysari
- Erysiphe helichrysi
- Erysiphe hellebori
- Erysiphe helwingiae
- Erysiphe heraclei
- Erysiphe heringeriana
- Erysiphe himalayensis
- Erysiphe hiratae
- Erysiphe hommae
- Erysiphe howeana
- Erysiphe huayinensis
- Erysiphe hydrangeae
- Erysiphe hylomeci
- Erysiphe hyperici
- Erysiphe hypericicola
- Erysiphe hypogena
- Erysiphe hypophylla
- Erysiphe idesiae
- Erysiphe incrassata
- Erysiphe indigoferae
- Erysiphe irregularis
- Erysiphe itoana
- Erysiphe izuensis
- Erysiphe jaborosae
- Erysiphe jatrophae
- Erysiphe javanicus
- Erysiphe juglandis-nigrae
- Erysiphe kapoori
- Erysiphe karisiana
- Erysiphe kashmiriensis
- Erysiphe katumotoi
- Erysiphe kenjiana
- Erysiphe knautiae
- Erysiphe krumbholzii
- Erysiphe kumaonensis
- Erysiphe kusanoi
- Erysiphe kydiae-calycinae
- Erysiphe lata
- Erysiphe lathyricola
- Erysiphe leuceriae
- Erysiphe lianyungangensis
- Erysiphe ligustri
- Erysiphe limonii
- Erysiphe lindelofiae
- Erysiphe lini
- Erysiphe liquidambaris
- Erysiphe ljubarskii
- Erysiphe longissima
- Erysiphe lonicerae
- Erysiphe lonicerae-ramosissimae
- Erysiphe ludens
- Erysiphe lycii
- Erysiphe lycopsidis
- Erysiphe lythri
- Erysiphe maackiae
- Erysiphe machiliana
- Erysiphe macleayae
- Erysiphe macrospora
- Erysiphe magellanica
- Erysiphe magnifica
- Erysiphe magnoliae
- Erysiphe magnusii
- Erysiphe malloti
- Erysiphe malloticola
- Erysiphe malvae
- Erysiphe mandshurica
- Erysiphe matsunamiana
- Erysiphe mayorii
- Erysiphe mayumi
- Erysiphe meliosmae
- Erysiphe menispermi
- Erysiphe michikoae
- Erysiphe miranda
- Erysiphe miurae
- Erysiphe miyabeana
- Erysiphe miyabei
- Erysiphe monascogera
- Erysiphe monoperidiata
- Erysiphe montagnei
- Erysiphe mori
- Erysiphe multappendicis
- Erysiphe munjalii
- Erysiphe myoschili
- Erysiphe myzodendri
- Erysiphe nankinensis
- Erysiphe necator
- Erysiphe neglecta
- Erysiphe nemopanthi
- Erysiphe neomexicana
- Erysiphe nepetae
- Erysiphe nishidana
- Erysiphe nomurae
- Erysiphe nothofagi
- Erysiphe oehrensii
- Erysiphe oleosa
- Erysiphe orixae
- Erysiphe ornata
- Erysiphe otanii
- Erysiphe ovidiae
- Erysiphe pachypodii
- Erysiphe paeoniae
- Erysiphe palczewskii
- Erysiphe panacis
- Erysiphe paracarpinicola
- Erysiphe paradoxa
- Erysiphe parvula
- Erysiphe patagoniaca
- Erysiphe paulii
- Erysiphe peckii
- Erysiphe penicillata
- Erysiphe peristrophes
- Erysiphe periyarensis
- Erysiphe peruviana
- Erysiphe phygelii
- Erysiphe phyllanthi
- Erysiphe picrasmae
- Erysiphe picrasmicola
- Erysiphe pileae
- Erysiphe pirottiana
- Erysiphe pisi
- Erysiphe pistaciae
- Erysiphe platani
- Erysiphe poeltii
- Erysiphe polygoni
- Erysiphe populicola
- Erysiphe praelonga
- Erysiphe praeterita
- Erysiphe prasadii
- Erysiphe prunastri
- Erysiphe pseudacaciae
- Erysiphe pseudocarpinicola
- Erysiphe pseudocedrelae
- Erysiphe pseudoehretiae
- Erysiphe pseudolonicerae
- Erysiphe pseudopusilla
- Erysiphe pseudoregularis
- Erysiphe puerariae
- Erysiphe pulchra
- Erysiphe punicae
- Erysiphe pusilla
- Erysiphe pyrenaica
- Erysiphe quercicola
- Erysiphe quercifolia
- Erysiphe rabdosiae
- Erysiphe ravenelii
- Erysiphe rayssiae
- Erysiphe reddyana
- Erysiphe religiosa
- Erysiphe rhamnicola
- Erysiphe ribicola
- Erysiphe robiniae
- Erysiphe rodgersiae
- Erysiphe rorippae
- Erysiphe rosae
- Erysiphe rubicola
- Erysiphe russellii
- Erysiphe salmonii
- Erysiphe sambuci
- Erysiphe santalacearum
- Erysiphe sapindi
- Erysiphe schizandrae
- Erysiphe schizophragmatis
- Erysiphe scholzii
- Erysiphe securinegae
- Erysiphe sedi
- Erysiphe semitosta
- Erysiphe sengokui
- Erysiphe sequinii
- Erysiphe seravschanica
- Erysiphe sesbaniae
- Erysiphe shinanoensis
- Erysiphe shinii
- Erysiphe sibiliae
- Erysiphe sichuanica
- Erysiphe sikkimensis
- Erysiphe simulans
- Erysiphe sinensis
- Erysiphe sinomenii
- Erysiphe sophorae
- Erysiphe staphyleae
- Erysiphe statices
- Erysiphe stephaniae
- Erysiphe subtrichotoma
- Erysiphe swainsonae
- Erysiphe sydowiana
- Erysiphe symphoricarpi
- Erysiphe symploci
- Erysiphe symplocicola
- Erysiphe symplocigena
- Erysiphe syringae
- Erysiphe syringae-japonicae
- Erysiphe takamatsui
- Erysiphe tectonae
- Erysiphe thaxteri
- Erysiphe thermopsidis
- Erysiphe thesii
- Erysiphe thuemenii
- Erysiphe tiliae
- Erysiphe togashiana
- Erysiphe tortilis
- Erysiphe toxicodendricola
- Erysiphe trifolii
- Erysiphe trifoliorum
- Erysiphe typhulochaetoides
- Erysiphe udaipurensis
- Erysiphe ulmariae
- Erysiphe ulmi
- Erysiphe umbilici
- Erysiphe urticae
- Erysiphe vanbruntiana
- Erysiphe variabilis
- Erysiphe verbenicola
- Erysiphe verniciferae
- Erysiphe vernoniae
- Erysiphe verruculosa
- Erysiphe viburni
- Erysiphe viburnicola
- Erysiphe viciae-unijugae
- Erysiphe viegasii
- Erysiphe wadae
- Erysiphe wallrothii
- Erysiphe weigelae-decorae
- Erysiphe werneri
- Erysiphe wuyiensis
- Erysiphe yaanensis
- Erysiphe yamadae
- Erysiphe yanshanensis
- Erysiphe zelkowae

Selon Index Fungorum (22 septembre 2014) :
- Erysiphe abbreviata (Peck) U. Braun & S. Takam. 2000
- Erysiphe abeliae R.Y. Zheng & G.Q. Chen 1980
- Erysiphe abeliicola U. Braun & S. Takam. 2000
- Erysiphe abelmoschicola Tanda 2003
- Erysiphe abnormis Duby
- Erysiphe acaciae Erikss. 1928
- Erysiphe acaciae S. Blumer 1926
- Erysiphe acaenae (Havryl.) U. Braun & Havryl. 2011
- Erysiphe acalyphae (F.L. Tai) R.Y. Zheng & G.Q. Chen 1981
- Erysiphe acanthophylli Speschnew 1900
- Erysiphe acariformis (Sowerby) Gray 1821
- Erysiphe acerina U. Braun & S. Takam. 2000
- Erysiphe aceriphylli Golovin & Bunkina 1961
- Erysiphe actinidiae (Hara) U. Braun & S. Takam. 2000
- Erysiphe actinostemmatis U. Braun 1983
- Erysiphe adunca (Wallr.) Fr. 1829
- Erysiphe afrormosiae (Piroz.) U. Braun & S. Takam. 2000
- Erysiphe aggregata (Peck) Farl. 1878
- Erysiphe akebiae (Sawada) U. Braun & S. Takam. 2000
- Erysiphe alangii (T. Xu) U. Braun & S. Takam. 2000
- Erysiphe alangiicola U. Braun 2011
- Erysiphe alashanensis T.Z. Liu & Y.Z. Shang 2008
- Erysiphe alchorneae (R.Y. Zheng & G.Q. Chen) U. Braun & S. Takam. 2000
- Erysiphe aleuritis (C.T. Wei) U. Braun & S. Takam. 2000
- Erysiphe allophyli U. Braun & S. Takam. 2000
- Erysiphe alphitoides (Griffon & Maubl.) U. Braun & S. Takam. 2000
- Erysiphe altingiae Z.X. Chen & Y.J. Yao 1993
- Erysiphe alvimii (A.C. Dianese & Dianese) U. Braun & S. Takam. 2000
- Erysiphe amanoi (Y. Nomura) U. Braun & S. Takam. 2000
- Erysiphe amphicarpaeae R.Y. Zheng & G.Q. Chen 1981
- Erysiphe angusiana (Piroz.) U. Braun & S. Takam. 2000
- Erysiphe aphananthes (Jacz.) U. Braun 2011
- Erysiphe aphanis Link 1824
- Erysiphe aquilegiae DC. 1815
- Erysiphe arctii Grev. 1824
- Erysiphe arcuata U. Braun, V.P. Heluta & S. Takam. 2006
- Erysiphe arcuata U. Braun, V.P. Heluta & S. Takam. 2007
- Erysiphe aristolochiae (Y.N. Yu) U. Braun & S. Takam. 2000
- Erysiphe armata Sorokīn 1889
- Erysiphe asclepiadis U. Braun & V. Kumm. 2009
- Erysiphe asiatica Meeboon, Divar. & S. Takam. 2011
- Erysiphe aspera (Doidge) U. Braun & S. Takam. 2000
- Erysiphe astragali DC. 1815
- Erysiphe atraphaxis (Golovin) U. Braun & S. Takam. 2000
- Erysiphe aurea R.Y. Zheng & G.Q. Chen 1980
- Erysiphe australiana (McAlpine) U. Braun & S. Takam. 2000
- Erysiphe australis (Speg.) U. Braun & S. Takam. 2000
- Erysiphe azaleae (U. Braun) U. Braun & S. Takam. 2000
- Erysiphe azanzae (Yadav) U. Braun 2011
- Erysiphe baeumleri (Magnus) U. Braun & S. Takam. 2000
- Erysiphe balbisiae Havryl. 1996
- Erysiphe baptisiae U. Braun 2010
- Erysiphe baptisiicola U. Braun 2010
- Erysiphe begoniae R.Y. Zheng & G.Q. Chen 1980
- Erysiphe begoniicola U. Braun & S. Takam. 2000
- Erysiphe benzoin (F.L. Tai) U. Braun & S. Takam. 2000
- Erysiphe berberidicola (F.L. Tai) U. Braun & S. Takam. 2000
- Erysiphe berberidis DC. 1805
- Erysiphe berberidis Y.S. Paul & J.N. Kapoor 1983
- Erysiphe berchemiae (Sawada) U. Braun & S. Takam. 2000
- Erysiphe betae (Vaňha) Weltzien 1963
- Erysiphe betulina U. Braun & S. Takam. 2000
- Erysiphe bifurcata (Homma) U. Braun & S. Takam. 2000
- Erysiphe bischofiae (C.T. Wei) U. Braun & S. Takam. 2000
- Erysiphe blasti (F.L. Tai) U. Braun & S. Takam. 2000
- Erysiphe brachystegiae Doidge 1948
- Erysiphe braunii Y. Nomura 1997
- Erysiphe brayana (Voith) Rabenh. 1844
- Erysiphe bremeri U. Braun 1982
- Erysiphe buckleyae (Y. Nomura & Tanda) U. Braun & S. Takam. 2000
- Erysiphe buhrii U. Braun 1978
- Erysiphe bulbosa (U. Braun) U. Braun & S. Takam. 2000
- Erysiphe bulbouncinula U. Braun & S. Takam. 2000
- Erysiphe bunkiniana U. Braun 1980
- Erysiphe calocladophora (G.F. Atk.) U. Braun & S. Takam. 2000
- Erysiphe candollei (Lév.) Trevis. 1853
- Erysiphe capreae DC. ex Duby 1830
- Erysiphe caprifoliacearum (U. Braun) U. Braun & S. Takam. 2000
- Erysiphe caricae U. Braun & Bolay 2005
- Erysiphe carpini-cordatae (Tanda & Y. Nomura) U. Braun 2011
- Erysiphe carpini-laxiflorae U. Braun, V.P. Heluta & S. Takam. 2006
- Erysiphe carpini-laxiflorae U. Braun, V.P. Heluta & S. Takam. 2007
- Erysiphe carpinicola (Hara) U. Braun & S. Takam. 2000
- Erysiphe carpophila Syd. 1924
- Erysiphe caryae (U. Braun) U. Braun & S. Takam. 2000
- Erysiphe castaneae U. Braun 2003
- Erysiphe castaneigena U. Braun & Cunningt. 2006
- Erysiphe catalpae Simonyan 1984
- Erysiphe caucasica Simonyan 1985
- Erysiphe caulicola (Petr.) U. Braun 1982
- Erysiphe ceanothi Schwein. 1832
- Erysiphe cedrelae (F.L. Tai) U. Braun & S. Takam. 2000
- Erysiphe ceibae (Viégas) U. Braun & S. Takam. 2000
- Erysiphe celastri (Y.N. Yu & Y.Q. Lai) U. Braun & S. Takam. 2000
- Erysiphe celosiae Tanda 2000
- Erysiphe celtidis (Schwarzman & Kusnezowa) U. Braun & S. Takam. 2000
- Erysiphe cercidis T. Xu 1983
- Erysiphe chifengensis T.Z. Liu & U. Braun 2006
- Erysiphe chionanthi (R.Y. Zheng & G.Q. Chen) U. Braun & S. Takam. 2000
- Erysiphe chloranthi (Golovin & Bunkina) U. Braun 1983
- Erysiphe chouardii (Durrieu) U. Braun & S. Takam. 2000

## Liste des espèces et variétés
Selon NCBI (22 septembre 2014) :
- Erysiphe abbreviata
- Erysiphe abeliicola
- Erysiphe adunca
  - variété Erysiphe adunca var. adunca
- Erysiphe alphitoides
- Erysiphe aphananthes
- Erysiphe aquilegiae
  - variété Erysiphe aquilegiae var. ranunculi
- Erysiphe arcuata
- Erysiphe asiatica
- Erysiphe astragali
- Erysiphe australiana
- Erysiphe baeumleri
- Erysiphe betae
- Erysiphe blasti
- Erysiphe bremeri
- Erysiphe buhrii
- Erysiphe carpini-cordatae
- Erysiphe carpini-laxiflorae
- Erysiphe carpinicola
- Erysiphe carpophila
- Erysiphe catalpae
- Erysiphe circaeae
- Erysiphe clandestina
- Erysiphe convolvuli
- Erysiphe corylacearum
- Erysiphe corylopsidis
- Erysiphe cruciferarum
- Erysiphe densa
- Erysiphe deutziae
- Erysiphe diffusa
- Erysiphe elevata
- Erysiphe epigena
- Erysiphe euonymi-japonici
- Erysiphe fernandoae
- Erysiphe fimbriata
- Erysiphe flexuosa
- Erysiphe friesii
  - variété Erysiphe friesii var. dahurica
- Erysiphe galeopsidis
- Erysiphe glycines
  - variété Erysiphe glycines var. glycines
- Erysiphe gracilis
  - variété Erysiphe gracilis var. gracilis
  - variété Erysiphe gracilis var. longissima
- Erysiphe havrylenkoana
- Erysiphe helwingiae
- Erysiphe heraclei
- Erysiphe howeana
- Erysiphe huayinenesis
- Erysiphe hypogena
- Erysiphe hypophylla
- Erysiphe japonica
  - variété Erysiphe japonica var. crispulae
  - variété Erysiphe japonica var. japonica
- Erysiphe javanica
- Erysiphe juglandis
- Erysiphe katumotoi
- Erysiphe kenjiana
- Erysiphe kusanoi
  - variété Erysiphe kusanoi var. kusanoi
- Erysiphe lespedezae
- Erysiphe ligustri
- Erysiphe limonii
- Erysiphe liriodendri
- Erysiphe lycopsidis
- Erysiphe macleayae
- Erysiphe magellanica
- Erysiphe magnifica
- Erysiphe magnoliae
- Erysiphe michikoae
- Erysiphe monascogera
- Erysiphe monoperidiata
- Erysiphe mori
- Erysiphe multappendicis
- Erysiphe necator
  - variété Erysiphe necator var. ampelopsidis
- Erysiphe nomurae
- Erysiphe nothofagi
- Erysiphe ornata
  - variété Erysiphe ornata var. ornata
- Erysiphe paeoniae
- Erysiphe palczewskii
- Erysiphe paracarpinicola
- Erysiphe patagoniaca
- Erysiphe peruviana
- Erysiphe pisi
- Erysiphe platani
- Erysiphe polygoni
- Erysiphe prunastri
  - variété Erysiphe prunastri var. japonica
  - variété Erysiphe prunastri var. prunastri
- Erysiphe pseudocarpinicola
- Erysiphe pseudolonicerae
- Erysiphe pulchra
  - variété Erysiphe pulchra var. japonica
  - variété Erysiphe pulchra var. pulchra
- Erysiphe quercicola
- Erysiphe sedi
- Erysiphe simulans
  - variété Erysiphe simulans var. simulans
  - variété Erysiphe simulans var. tandae
- Erysiphe staphyleae
- Erysiphe symphoricarpi
- Erysiphe syringae
- Erysiphe syringae-japonicae
- Erysiphe takamatsui
- Erysiphe togashiana
- Erysiphe trifolii
  - variété Erysiphe trifolii var. trifolii
- Erysiphe trifoliorum
- Erysiphe urticae
- Erysiphe vanbruntiana
  - variété Erysiphe vanbruntiana var. sambuci-racemosae
- Erysiphe verniciferae
- Erysiphe wadae
- Erysiphe wallrothii
- Erysiphe weigelae
- Erysiphe zelkowae